# Unterseeboot 1054
L'Unterseeboot 1054 ou U-1054 est un sous-marin allemand (U-Boot) de type VIIC utilisé par la Kriegsmarine pendant la Seconde Guerre mondiale.
Le sous-marin est commandé le 5 juin 1941 à Kiel (Arsenal Germania), sa quille posée le 30 mars 1943, il est lancé le 24 février 1944 et mis en service le 25 mars 1944, sous le commandement de l'Oberleutnant zur See Wolfgang Riekeberg.
L'U-1054 ne coule ni n'endommage de navire, n'ayant pris part à aucune patrouille de guerre.
Il est désarmé en septembre 1944.

## Conception
Unterseeboot type VII, l'U-1054 avait un déplacement de 769 tonnes en surface et 871 tonnes en plongée. Il avait une longueur totale de 67,10 m, un maître-bau de 6,20 m, une hauteur de 9,60 m et un tirant d'eau de 4,74 m. Le sous-marin était propulsé par deux hélices de 1,23 m, deux moteurs diesel Germaniawerft M6V 40/46 de 6 cylindres en ligne de 1 400 cv à 470 tr/min, produisant un total de 2 060 à 2 350 kW en surface et de deux moteurs électriques Brown, Boveri & Cie GG UB 720/8 de 375 cv à 295 tr/min, produisant un total 550 kW, en plongée. Le sous-marin avait une vitesse en surface de 17,7 nœuds (32,8 km/h) et une vitesse de 7,6 nœuds (14,1 km/h) en plongée. Immergé, il avait un rayon d'action de 80 milles marins (150 km) à 4 nœuds (7,4 km/h; 4,6 milles par heure) et pouvait atteindre une profondeur de 230 m. En surface son rayon d'action était de 8 500 milles nautiques (soit 15 700 km) à 10 nœuds (19 km/h).
L'U-1054 était équipé de cinq tubes lance-torpilles de 53,3 cm (quatre montés à l'avant et un à l'arrière) et embarquait quatorze torpilles. Il était équipé d'un canon de 8,8 cm SK C/35 (220 coups), d'un canon antiaérien de 20 mm Flak et d'un canon 37 mm Flak M/42 qui tire à 15 350 mètres avec une cadence théorique de 50 coups par minute. Il pouvait transporter 26 mines TMA ou 39 mines TMB. Son équipage comprenait 4 officiers et 40 à 56 sous-mariniers.

## Historique
Il passe son temps d'entraînement initial à la 5. Unterseebootsflottille jusqu'à son accident.
En mars 1944, l'U-1054 reçoit un Schnorchel.
Alors en transit vers Kiel, l'U-1054 entre en collision le 18 août 1944 à 16 h 30 avec le navire-hôpital allemand Peter Wessel en mer Baltique, à la position 54° 19′ N, 10° 09′ E. Le sous-marin est remorqué jusqu'à Kiel et réparé du 22 août au 15 septembre 1944.  Il est démissionné le 16 septembre et ne reprend pas le service actif. 
Sa coque est capturée par les forces britanniques en mai 1945 et démolie.

## Affectations
- 5. Unterseebootsflottille du 25 mars 1944 au 16 septembre 1944 (Période de formation).

## Commandement
- Kapitänleutnant Wolfgang Riekeberg du 25 mars 1944 au 16 septembre 1944.